# Сонозеро (озеро, Медвежьегорский район)
Сонозеро — озеро на территории Паданского сельского поселения Медвежьегорского района Республики Карелии.

## Общие сведения
Площадь озера — 9,6 км², площадь водосборного бассейна — 1980 км². Располагается на высоте 120,2 метров над уровнем моря. Объём воды — 0,049 км³.
Форма озера продолговатая: вытянуто с северо-запада на юго-восток. Берега каменисто-песчаные, преимущественно заболоченные.
Через озеро протекает в река Волома, впадающая в Сегозеро.
К бассейну Сонозера относятся озёра Сяргозеро, Муштаярви, Тухкозеро, Куйваярви, Сюяярви, Торосярви и Вягозеро, связанные с Сонозером, ручьями и протоками.
У северо-западной оконечности озера расположен один некрупный остров без названия.
Код объекта в государственном водном реестре — 02020001111102000007765.